# Finally (安室奈美恵のアルバム)
『Finally』（ファイナリー）は、安室奈美恵の初のオールタイム・ベストアルバム。2017年11月8日にDimension Pointから発売された。

## 構成
これまでに発売されたベストアルバムは、各時代毎やコンセプト毎に楽曲が収録されていたが、本作はSUPER MONKEY'S時代を含むキャリア25年間を総括する初のオールタイム・ベストアルバムである。
SUPER MONKEY'Sの1stシングル「ミスターU.S.A.」（1992年）からソロとしての47thシングル「Just You and I」（2017年）までに発表された45曲に加え、パッケージ初収録となる「Christmas Wish」（2016年）、新曲6曲を含む、全52曲を収録。
尚、2014年までの39曲は本作用に新録されている。

## リリース、プロモーション、マーケティング
2017年9月16日にデビュー25周年を迎えた。それを記念してリリースされる自身初の3枚組アルバム。アルバム自体の発売としては、2015年にリリースされた『_genic』以来で、ベストアルバムとしては2014年にリリースされた『Ballada』以来およそ3年ぶりとなる(シングル・コレクションだと『BEST FICTION』以来9年ぶり)。
新曲の1つである「How do you feel now?」は、小室哲哉が作詞作曲を手掛けていた事を発売日当日に明かした。同曲のミュージック・ビデオには、お互いがスタジオにて久々の再会を果たす形で出演をした。なお、小室が作曲を手掛けるのは2001年にリリースされたシングル「no more tears」以来およそ、16年振りとなった。
DVD及びBlu-rayには、「Red Carpet」（2015年）以降のシングル6曲と「Christmas Wish」（2016年）、新曲5曲(「Hope」を除く)の合計12曲のMusic Videoが収録されている。
安室奈美恵の作品では初となるスマプラミュージック及びスマプラムービーが対応された。
Disc-3・M-47に収録の『Hope』（2018年2月11日）、Disc-1・M-06に収録されている『Body Feels EXIT (New Recording Ver.)』（2018年4月14日）はそれぞれ配信シングルカットとしてリリースされた。
2019年6月16日より全曲が、Apple Musicにおいて独占ストリーミングおよび、ダウンロード配信を開始。なお、ダウンロード版においては、それぞれ3枚のディスクが単体での購入が可能となっている。

### 形態・仕様
初回限定盤はBOXスリーブ+3形態の肖像が異なる中面ジャケット仕様。先着特典は各店舗によって絵柄がそれぞれ異なる8種類の非売品B2ポスター、セブンネットショッピング限定オリジナルA4クリアファイル+オリジナルトートバッグ。その他の形態・仕様詳細などは、下記の#発売形態を参照。

### プロモーション・その他の活動など
CD・DVDショップであるタワーレコードでは本作リリースを記念して、NTTドコモのプリペイド専用ポイントカードdポイントの安室奈美恵仕様によるコラボレーションや、本作を購入することによって（一部の店舗除く）、上述のカードに500ポイントが付与されるという企画も期間限定にて実施された。
発売日当日には、マスコミなどが本作リリースに関するメディアが、ニュースや新聞と相次いで大きく取り上げられ、注目を浴びていた。また、首都圏を始めとする5都市の街角には、巨大看板やポスターなどが、渋谷区にはかつての “アムラー旋風” を巻き起こすかのようにフラッグなどが飾られていた。同区のSHIBUYA 109には、これまでのライブ衣装やギャラリーなどを期間限定にて展示したり、入り口に本商品を置くスペースなどを設けた。また、発売日には数千人の列が1階から8階のフロアまで並び、1時間前から行列を待ちわびた人も居たという。

## チャート成績
店着日の11月7日までに販売元のエイベックスへの注文数が100万枚を突破。
また、店着日に45.9万枚を売り上げ、同日付のオリコンデイリーアルバムランキングで初登場1位を獲得し、発売初日にして2017年度ソロアーティストのアルバム最高売上を記録した。
発売初週では111.3万枚を売り上げ、オリコン週間アルバムランキングで初登場1位を獲得。アルバム作品が発売1週目でミリオンを突破したのは、宇多田ヒカルの「Utada Hikaru SINGLE COLLECTION VOL.1」が2004年4月12日付の週で達成して以来13年7か月ぶり、自身の作品としては「SWEET 19 BLUES」が1996年8月5日付の週で達成して以来21年3か月ぶりとなり、歴代ソロアーティストで唯一達成していた「10代、20代、30代の3年代連続ミリオンセラー」の記録を「10代、20代、30代、40代の4年代連続ミリオンセラー」に自己更新した。
発売2週目で週間32.2万枚、3週目で週間15.9万枚を売り上げ、3週連続でオリコン週間アルバムランキング1位を獲得。累積売上を159.4万枚とし、2010年代に発売されたアルバム作品としては初の150万枚を突破した。
期間内に177.8万枚を売り上げ、第50回オリコン年間ランキング2017アルバム部門1位を獲得。年間アルバム1位獲得は自身初。発売から5週での年間アルバム1位は、1997年のGLAY、2013年と2016年に嵐が記録した7週を抜き、史上最速となった。ソロアーティストによる年間アルバム1位獲得は、2006年の平井堅「Ken Hirai 10th Anniversary Complete Single Collection '95-'05 歌バカ」以来11年ぶり、女性ソロに限ると、2004年の宇多田ヒカル「Utada Hikaru SINGLE COLLECTION VOL.1」以来13年ぶりとなった。また、ソロアーティストによるアルバム年間売上ミリオン突破は、2008年に自身が「BEST FICTION」で144.7万枚を記録して以来9年ぶりとなった。
発売から2か月でダブルミリオン（売上枚数200万枚）を突破した。アルバム作品の売上枚数が200万枚を突破したのは、2012年8月13日付の週でザ・ビートルズのベスト・アルバム「ザ・ビートルズ1」が記録して以来5年5か月ぶり。ソロアーティストでは、平井堅「Ken Hirai 10th Anniversary Complete Single Collection '95-'05 歌バカ」（2006年4月17日付）以来11年9か月ぶりで、女性ソロでは宇多田ヒカル「Utada Hikaru SINGLE COLLECTION VOL.1」（2004年4月26日付）以来13年9か月ぶりとなった。自身のアルバムでは「SWEET 19 BLUES」（1996年8月12日付）に次いで21年5か月ぶり通算2作目のダブルミリオン突破となった。
2017年に続き2018年のオリコン年間アルバムランキングでも1位を獲得。同一アルバム作品による2年連続年間1位は、井上陽水の「氷の世界」が1974年・75年に獲得して以来43年ぶりの快挙となった。
本作は2019年12月末までに245.6万枚を売り上げ、2010年代に最も売れたアルバムとなった。
累計出荷枚数は2018年9月末までに261.5万枚に達している。

## 収録曲
- タイアップに関しては、#タイアップ および各シングルの項目を参照。

### CD
- ※ は、New Recording
- ☆ は、新曲

Disc-1
1. ミスターU.S.A. ※
  - 作詞：売野雅勇、作曲・編曲：小森田実
  - オリジナルは「SUPER MONEKY'S」名義のシングル2曲目。

2. 愛してマスカット ※
  - 作詞：及川眠子、作曲・編曲：小森田実
  - オリジナルは「SUPER MONKEY'S4」名義のシングル。

3. PARADISE TRAIN ※
  - 作詞：売野雅勇、作曲：中西圭三、編曲：小西貴雄
  - オリジナルは「安室奈美恵 with SUPER MONKEY'S」名義のシングル。

4. TRY ME 〜私を信じて〜 ※
  - 作詞：鈴木計見、作曲：HINOKY TEAM、編曲：DAVE RODGERS
  - オリジナルは「安室奈美恵 with SUPER MONKEY'S」名義のシングル。

5. 太陽のSEASON ※
  - 作詞：鈴木計見、作曲：HINOKY TEAM、編曲：ats-
  - 1stシングル。

6. Body Feels EXIT ※
  - 作詞・作曲：小室哲哉、編曲：ats-
  - 3rdシングル。

7. Chase the Chance ※
  - 作詞：小室哲哉 & 前田たかひろ、作曲・編曲：小室哲哉
  - 4thシングル。

8. Don't wanna cry ※
  - 作詞：小室哲哉 & 前田たかひろ、作曲・編曲：小室哲哉
  - 5thシングル。
  - 本作では、1998年に発表されたベスト・アルバム『181920』の1フレーズ追加された歌詞があるバージョンで再録。

9. You're my sunshine ※
  - 作詞・作曲・編曲：小室哲哉
  - 6thシングル。

10. SWEET 19 BLUES ※
  - 作詞・作曲・編曲：小室哲哉
  - 7thシングル。
  - 2014年に発表されたバラード・ベスト・アルバム『Ballada』においても再レコーディング（※「New Vocal」と記載）を施しており、今回を含めて2度目の再録となる。

11. a walk in the park ※
  - 作詞・作曲・編曲：小室哲哉
  - 8thシングル。

12. CAN YOU CELEBRATE? ※
  - 作詞・作曲・編曲：小室哲哉
  - 9thシングル。
  - 「SWEET 19 BLUES」と同様に、2014年に発表されたバラード・ベスト・アルバム『Ballada』においても再レコーディング（※ ヴァイオリンアーティスト・葉加瀬太郎が参加し、「feat.葉加瀬太郎」と記載）を施しており、今回を含めて2度目の再録となる。

13. How to be a Girl ※
  - 作詞：小室哲哉 & MARC、作曲・編曲：小室哲哉
  - 10thシングル。

14. I HAVE NEVER SEEN ※
  - 作詞・作曲・編曲：小室哲哉
  - 12thシングル。
  - 2002年に発表されたベスト・アルバム『LOVE ENHANCED ♥ single collection』においても再レコーディング・リアレンジ（※「new arrangement」と記載）を施されており、今回を含めて2度目の再録となるが、本作ではオリジナル盤の音源で再録。

15. RESPECT the POWER OF LOVE ※
  - 作詞・作曲・編曲：小室哲哉
  - 13thシングル。

16. NEVER END ※
  - 作詞・作曲・編曲：小室哲哉
  - 17thシングル。
  - 「I HAVE NEVER SEEN」と同様に、2002年に発表されたベスト・アルバム『LOVE ENHANCED ♥︎ single collection』においても再レコーディング（※「new vocal」と記載）を施されており、今回を含めて2度目の再録となるが、本作は2014年発表されたバラード・ベスト・アルバム『Ballada』に収録されたバージョンで再録。

Disc-2
1.  Say the word ※
  - 作詞：安室奈美恵、作曲：Ronald Malmberg, Thomas Johansson、編曲：原一博、上野圭市
  - 20thシングル。
  - 「NEVER END」と同様に、2002年に発表されたベスト・アルバム『LOVE ENHANCED ♥︎ single collection』においても再レコーディング・リアレンジ（※「new arrangement」と記載）を施されており、今回を含めて2度目の再録となるが、本作はオリジナル盤での音源で再録。

2. I WILL ※
  - 作詞：安室奈美恵、作曲・編曲：葉山拓亮
  - 21stシングル。
  - 本作は、2014年に発表されたバラード・ベスト・アルバム『Ballada』に収録されている音源で再録。

3. SO CRAZY ※
  - 作詞・作曲：Full Force, Jennifer "JJ" Johnson、編曲：Cobra Endo、日本語詞：michico、ラップ：TIGER
  - 25thシングル1曲目。

4. GIRL TALK ※
  - 作詞・作曲：T.Kura, michico、編曲：T.Kura
  - 28thシングル1曲目。

5. WANT ME, WANT ME ※
  - 作詞・作曲：michico、編曲：SUGI-V
  - 29thシングル。

6. CAN'T SLEEP, CAN'T EAT, I'M SICK ※ 
  - 作詞：michico、作曲：T.Kura, michico、編曲：T.Kura
  - 31stシングル1曲目。

7. Baby Don't Cry ※
  - 作詞・作曲・編曲：Nao'ymt
  - 32ndシングル。

8. FUNKY TOWN ※
  - 作詞：michico、作曲：T.Kura, L.L.Brothers, michico、編曲：T.Kura
  - 33rdシングル。

9. NEW LOOK ※
  - 作詞：michico, Lamont Dozier, Brian Holland, Eddie Holland、作曲：T.Kura, michico, Lamont Dozier, Brian Holland, Eddie Holland、編曲：T.Kura、オリジナル：スプリームス「Baby Love」（1964）
  - 34thシングル『60s 70s 80s』収録曲。

10. ROCK STEADY ※
  - 作詞：michico, Aretha Franklin、作曲：MURO, michico, Aretha Franklin、編曲：MURO、オリジナル：アレサ・フランクリン「ROCK STEADY」（1971）
  - 34thシングル『60s 70s 80s』収録曲。

11. WHAT A FEELING ※
  - 作詞：michico, Keith Forsey, Irene Cara、作曲：Shinichi Osawa , michico, Giorgio Moroder、編曲：Shinichi Osawa、オリジナル：アイリーン・キャラ「Flashdance... What a Feeling」（1983）
  - 34thシングル『60s 70s 80s』収録曲。

12. Dr. ※
  - 作詞・作曲・編曲：Nao'ymt
  - 35thシングル2曲目。

13. Break It ※
  - 作詞・作曲・編曲：Nao'ymt
  - 36thシングル1曲目。

14. Get Myself Back ※
  - 作詞・作曲・編曲：Nao'ymt
  - 36thシングル2曲目。

15. Fight Together ※
  - 作詞・作曲・編曲：Nao'ymt
  - 37thシングル2曲目。

16. Tempest ※
  - 作詞・作曲・編曲：Nao'ymt

37thシングル3曲目。
17. Sit! Stay! Wait! Down! ※
作詞：michico、作曲：T.Kura & michico、編曲：T.Kura
38thシングル1曲目。
18. Love Story ※
  - 作詞：TIGER、作曲：T-SK, TESUNG Kim, Liv NERVO, Mim NERVO、編曲：T-SK
  - 38thシングル2曲目。

Disc-3
1.  arigatou ※
  - 作詞：michico、作曲：T.Kura & michico、編曲：T.Kura、ストリングスアレンジ：Tatsuya Maruyama
  - 38thシングルカップリング曲。
  - アルバム初収録。

2. Damage ※
  - 作詞・作曲・編曲：Nao'ymt、バンドアレンジ：MIDNIGHTSUNS
  - 配信限定シングル。
  - 初CD化。

3. Big Boys Cry ※
  - 作詞：Kanata Okajima, Nermin Harambasic, Anne Judith Wik, Ronny Svendsen, Hayley Aitken, Eirik Johansen, Jan Hallvard Larsen、作曲：Nermin Harambasic, Anne Judith Wik, Ronny Svendsen, Hayley Aitken, Eirik Johansen, Jan Hallvard Larsen、編曲：DSign Music
  - 40thシングル1曲目。

4. Contrail ※ 
  - 作詞・作曲・編曲：Nao'ymt
  - 配信限定シングル。

5. TSUKI ※
  - 作詞：TIGER、作曲：ZETTON, FAST LANE & LISA DESMOND、編曲：ZETTON
  - 41stシングル。

6. Red Carpet
  - 作詞：Matthew Tishler, Paula Winger, Stephanie Lewis, TIGER、作曲：Matthew Tishler, Paula Winger, Stephanie Lewis、編曲：Matthew Tishler
  - 43rdシングル。
  - アルバム初収録。

7. Mint
  - 作詞・作曲：Maria Marcus、Andreas Oberg、Emyli、編曲：Maria Marcus、Andreas Oberg
  - 44thシングル。
  - アルバム初収録。

8. Hero
  - 作詞・作曲・編曲：今井了介、SUNNY BOY
  - 45thシングル。
  - アルバム初収録。

9. Dear Diary
  - 作詞・作曲：Matthew Tishler、Felicia Barton、Aaron Benward、TIGER、編曲：ats-
  - 46thシングル1曲目。
  - アルバム初収録。

10. Fighter
  - 作詞：Emyli、作曲：REASON'、Emyli、編曲：REASON'
  - 46thシングル2曲目。
  - アルバム初収録。

11. Christmas Wish
  - 作詞：Maria Marcus、Niclas Lundin、Emyli、作曲：Maria Marcus、Niclas Lundin、編曲：Maria Marcus、Niclas Lundin、Cobra Endo、ats-
  - ミュージック・カード規格による限定曲。
  - 初CD化。

12. Just You and I
  - 日本語作詞：MioFRANKY、英語作詞：Emyli、作曲 : Jenna Donnelly、Kiyohito Komatsu、編曲：Kiyohito Komatsu、ストリングスアレンジ：Uchu Yoshida
  - 47thシングル。
  - アルバム初収録。

13. Hope ☆
  - 作詞・作曲：Kenichi Anraku、TomoLow、MioFRANKY、Ryo Ito、編曲：（ノークレジット）

14. In Two ☆
  - 作詞・作曲 : Adam Kapit・Kenichi Anraku・Sorano・Ryo Ito、編曲：（ノークレジット）

15. How do you feel now? ☆
  - 作詞・作曲・編曲：Tetsuya Komuro
  - 『think of me/no more tears』以来の小室哲哉プロデュースによる楽曲で、安室のラストツアーとなった「namie amuro Final Tour 2018 〜Finally〜」では最終演目に選出、彼女が公の場でマイクを握った最後の楽曲となった。

16. Showtime ☆
  - 作詞：MioFRANKY、作曲 : Samuel Waermo・Maria Marcus・Susumu Kawaguchi、編曲：（ノークレジット）

17. Do It For Love ☆
  - 作詞：SUNNY BOY、作曲 : Jerry Barnes・Chris Leon・Francis Cathcart・Kathrine Nicole Tucker・Kevin Nicolas Drew、編曲：（ノークレジット）

18. Finally ☆
  - 作詞：Emyli・Matthew Tishler・Felicia Barton・Ben Charles、作曲 : Matthew Tishler・Felicia Barton・Ben Charles、編曲：（ノークレジット）

初出年
- #40：2015年
- #41 〜 45：2016年
- #1 〜 39、46 〜 52：2017年（#1 〜 39のオリジナル音源はそれぞれ1992年から2014年に発売、詳細は以下を参照。）
  - #1 （1992年）
  - #2 （1993年）
  - #3 （1994年）
  - #4, 5, 6, 7 （1995年）
  - #8, 9, 10, 11 （1996年）
  - #12, 13 （1997年）
  - #14 （1998年）
  - #15 （1999年）
  - #16 （2000年）
  - #17 （2001年）
  - #18 （2002年）
  - #19 （2003年）
  - #20 （2004年）
  - #21 （2005年）
  - #22 （2006年）
  - #23, 24 （2007年）
  - #25, 26, 27 （2008年）
  - #28 （2009年）
  - #29, 30 （2010年）
  - #31, 32, 33, 34, 35 （2011年）
  - #36 （2012年）
  - #37, 38 （2013年）
  - #39 （2014年）

### DVD・Blu-ray
1. Red Carpet
  - ディレクター：菊池久志
2. Mint
  - ディレクター：三石直和、振付：HOSSY
3. Hero
  - ディレクター：YKBX
4. Dear Diary
  - ディレクター：新宮良平（YKBX）
5. Fighter
  - ディレクター：東弘明、振付：HOSSY
6. Christmas Wish
  - ディレクター：須藤カンジ
7. Just You and I
  - ディレクター：黒田賢
8. In Two
  - ディレクター：Hiroki Yokoyama、振付：AKO
9. How do you feel now?
  - ディレクター：Akihiro Tamura
10. Showtime
  - ディレクター：YKBX、振付：HOSSY
11. Do It For Love
  - ディレクター：丸山健志、振付：HIDALI
12. Finally
  - ディレクター：Hiroki Yokoyama

## タイアップ
| M-06 | Body Feels EXIT (New Recording Ver.) | 日本テレビ系土曜ドラマ「Missデビル 人事の悪魔・椿眞子」主題歌               |
| M-08 | Don't wanna cry (New Recording Ver.) | 日本テレビ系 ニュース番組「スッキリ!!」2017年11月度テーマソング             |
| M-16 | NEVER END (New Recording Ver.)       | セブン&アイ・ホールディングス沖縄限定CMソング                               |
| M-23 | Baby Don't Cry (New Recording Ver.)  | Lcode ReVIA CMソング                                                        |
| M-40 | Red Carpet                           | コーセーコスメポート「OLEO D'OR」CMソング                                   |
| M-41 | Mint                                 | 関西テレビ・フジテレビ系火曜22時連続ドラマ「僕のヤバイ妻」主題歌            |
| M-42 | Hero                                 | NHKリオデジャネイロオリンピック・パラリンピック放送テーマソング             |
| M-42 | Hero                                 | セブンイレブン「沖縄店舗進出オープン」CMソング（2019年）                    |
| M-43 | Dear Diary                           | ワーナー・ブラザース映画配給映画『デスノート Light up the NEW world』主題歌 |
| M-44 | Fighter                              | ワーナー・ブラザース映画配給映画『デスノート Light up the NEW world』劇中歌 |
| M-44 | Fighter                              | Huluオリジナルドラマ『デスノート NEW GENERATION』主題歌                     |
| M-45 | Christmas Wish                       | セブンイレブン「Magical Christmas」イメージCMソング                         |
| M-46 | Just You and I                       | 日本テレビ系水曜ドラマ「母になる」主題歌                                    |
| M-47 | Hope                                 | フジテレビ系アニメ「ONE PIECE」オープニングテーマ                           |
| M-48 | In Two                               | コーセー「NAMIE AMURO × KOSE ALL TIME BEST Project」CMソング                |
| M-49 | How do you feel now?                 | NTTdocomo 25th Anniversary CMソング                                         |
| M-50 | Showtime                             | TBS系火曜ドラマ「監獄のお姫さま」主題歌                                     |
| M-51 | Do It For Love                       | Hulu 「Hulu Planet」CMソング                                                |
| M-52 | Finally                              | 日本テレビ系「NEWS ZERO」テーマ曲                                           |

## 発売形態
| 形態                                      | 発売日        | 品番             | ジャケット  | 備考 |
| ----------------------------------------- | ------------- | ---------------- | ----------- | --- |
| 3CD+DVD+スマプラミュージック/ムービー     | 2017年11月8日 | AVCN-99049〜51/B | ジャケットA | 初回限定盤はBOXスリーブ+3形態異なる中面ジャケット仕様。 先着特典は各店舗によって絵柄がそれぞれ異なる8種類の非売品B2ポスター、セブンネットショッピング限定オリジナルA4クリアファイル+オリジナルトートバッグ。 |
| 3CD+Blu-ray+スマプラミュージック/ムービー | 2017年11月8日 | AVCN-99052〜4/B  | ジャケットA | 初回限定盤はBOXスリーブ+3形態異なる中面ジャケット仕様。 先着特典は各店舗によって絵柄がそれぞれ異なる8種類の非売品B2ポスター、セブンネットショッピング限定オリジナルA4クリアファイル+オリジナルトートバッグ。 |
| 3CD+スマプラミュージック                  | 2017年11月8日 | AVCN-99055〜7    | ジャケットB | 初回限定盤はBOXスリーブ+3形態異なる中面ジャケット仕様。 先着特典は各店舗によって絵柄がそれぞれ異なる8種類の非売品B2ポスター、セブンネットショッピング限定オリジナルA4クリアファイル+オリジナルトートバッグ。 |